# Jamie Winchester
Jamie Winchester (Bangor, Észak-Írország, 1970. július 29. –) ír származású EMeRTon-díjas zenész, énekes, gitáros, dalszerző, dalszövegíró.

## Életpályája
1970-ben született Bangorban, egy Belfast melletti kisvárosban. 1977-ben Dublinba költözött családjával, ahol bentlakásos iskolában tanult. Később a családja Bécsbe, majd 1986-ban Budapestre költözött, Jamie 1988-ban követte őket Magyarországra és öt hónapig bankárként dolgozott. 1989-ben egy koncertszervező cégnél volt alkalmazásban. 1990-ben elkísérte a KFT együttest Szicíliába, itt találkozott az orosz népzenét játszó  Karagod  együttessel, amellyel megalapították a folk-rock stílusú Baba Yagát. 2002-ben megjelentették Secret Combination című lemezüket. Közben Koncz Zsuzsa zenekarának tagja is volt, az évek során olyan elismert együttesekkel, zenészekkel és művészekkel dolgozott még együtt, mint Kovács Kati, Gerendás Péter, Ákos, Für Anikó, Geszti Péter, Mester Tamás, Keresztes Ildikó, a Nyers, Pierrot.
A '90-es évek közepén zenei producerként is dolgozott, például a Nyers első lemezén, az Elmúltak a buta zenéken. 1996-ban a Tátrai Banddel kezdett el dolgozni sőt állandó tagja lett Tátrai másik zenekarának, a Magyar Atomnak is. 1997-ben ugyancsak Tátraival alapította a Boom-Boom nevű zenekart, mellyel két albumot is megjelentettek, majd 2002-ben megszűnt a Boom-Boom, de 2011-ben a Gödörben tartottak egy újraegyesülő koncertet, melytől Szappanos György basszusgitáros 2021-ben történt váratlan haláláig koncerteztek. 2001-ben Hrutka Róberttel az egyik mobilszolgáltató számára írtak egy reklámdalt. A sikerre tekintettel egy együttest alapítottak, amely 2008 végén feloszlott. Ennek ellenére a 2004-ben született és a Millenáris Teátrumban bemutatott Wood and Strings koncert anyagát többször is előadták azóta a Mendelsohn Kamarazenekar közreműködésével, többek között 2017-ben a Művészetek Palotájában, valamint 2022 nyarán a Veszprémi Petőfi Színházban. 2008-ban játszott a V'Moto-Rock búcsúkoncertjén, segédelőadóként. Korábban a "Damned" című dalából készült Ákos Keresem az utam című népszerű slágere. Ákos akusztikus Andante koncertjein Dely Domonkossal, a Jamie-Robi zenekar perkásával és vokálosával együtt bővítette Ákos zenekarát. 2013. augusztus 18-án  Alsóörsön az LGT koncerten zenélt. 
2012 októberében visszaköltözött Írországba, de azóta is minden évben többször visszalátogat Magyarországra egy-egy koncert erejéig.

### Szólókarrierje
Jamie Winchester és zenekara debütáló koncertjét 2009. február 24-én tartotta, a budapesti Gödör Klubban. Jamie első szólólemeze 2009. október 1-jén jelent meg The Cracks Are Showing címmel.
A zenekar tagjai:
- Jamie Winchester: ének, gitár
- Pásztor Sámuel: gitár, vokál
- Giret Gábor: basszusgitár, vokál
- Kottler Ákos: dobok

## Diszkográfia

### Baba Yaga-lemezek
- Baba Yaga (1990)
- Where Will You Go? (1993)
- Secret Combination (1999)

### Boom-Boom-lemezek
- Live (1999)
- Intergallactic Megahello (2001)

### Jamie Winchester & Hrutka Róbert lemezek
- It's Your Life maxi (2001)
- It's Your Life (2001)
- Last One Out… (Please, Close The Door) (2003)
- One Way The Heaven maxi  (2003)
- Wood and Strings (cd, dvd) (2004)
- Hole (2005)
- The Trouble You're In EP  (2007)

### Szólólemezek
- The Cracks Are Showing (2009)
- Half-Plugged Christmas (2010) (ingyenes digitális kiadás, fizikai formában nem jelent meg)
- Tiger Road (EP) (2010) (a lemezbemutató koncerten a jegy mellé járt, fizikai terjesztésre nem került, ingyenesen letölthető)

## Díjai, elismerései
- 2001 – It’s your life, Az év reklámfilmje (Arany nyíl)
- 2001 – It’s your life [MAXI CD], aranylemez
- 2002 – Jakab Líra díj [Jamie Winchester]
- 2003 – Arany Zsiráf jelölés: Az év hazai modern rock albuma: It’s your life
- 2004 – Fonogram jelölés: Az év hazai modern rock albuma: Last One Out… (Please, Close the Door)
- 2005 – Fonogram díj: Az év hazai modern rock albuma: Wood&Strings
- 2005 – Artisjus-díj, Az év hazai szerzőpárosa
- 2006 – eMeRTon-díj, Az év zeneszerzője: Jamie Winchester
- 2010 – Fonogram díj, Az év hazai alternatív albuma: The Cracks are Showing[3]